# Michał Kalecki
Michał Kalecki [ˈmixau̯ kaˈlɛt͡ski] (Łódź 22 de junio de 1899 - Varsovia 18 de abril de 1970) fue un economista polaco marxista que se especializó en macroeconomía y desarrolló simultáneamente gran parte de los principios que sostendría John M. Keynes, pero al estar escritos en polaco estos no fueron muy conocidos en esos años. Es considerado como uno de los más grandes economistas del siglo XX.

## Biografía

### El período de formación (1899-1932)
Michal Kalecki nació en Lodz (Polonia) el 22 de junio de 1899. Procedía de una familia judía bastante humilde. De sus primeros años se conserva bastante poca información, pues parte de ella se perdió durante la ocupación nazi.
En 1917 Kalecki acabó el bachillerato, para posteriormente ingresar en la Universidad Politécnica de Varsovia, donde empezó a cursar estudios de ingeniería civil. Fue un estudiante brillante, y ya en esta época consiguió una generalización del teorema de Pascal, en relación con un hexágono inscrito en una curva de segundo grado. Kalecki consiguió generalizarlo para un polígono de 2n lados.
Sin embargo, la vida en Polonia no era fácil. Su padre había perdido un pequeño taller textil años atrás, y aunque obtuvo un trabajo de contable, el joven Kalecki tuvo que buscarse un trabajo para ganar algo de dinero. Durante su primer curso en Varsovia seguía con empleos esporádicos, difíciles y mal pagados. Al acabar su primer curso de ingeniería, tuvo que abandonar sus estudios y estuvo de 1918 a 1921 en el servicio militar. Al volver de él ingresó en la Politécnica de Gdansk, estando en ella hasta el año 1924. Kalecki tenía entonces 25 años.
Fue durante estos años cuando Kalecki hizo su primer acercamiento a la economía, aunque de una manera más bien informal. De todas las obras que leyó, no había ninguna entre ellas que pudiese denominarse “ortodoxa”, y entre los primeros economistas a los que Kalecki admiró estuvieron Tugan-Baranovsky y Rosa Luxemburgo. Años más tarde esta primera influencia de estos dos grandes economistas se dejaría sentir en algunos de sus más grandes escritos, relacionados con las posibilidades de crecimiento de un sistema capitalista.

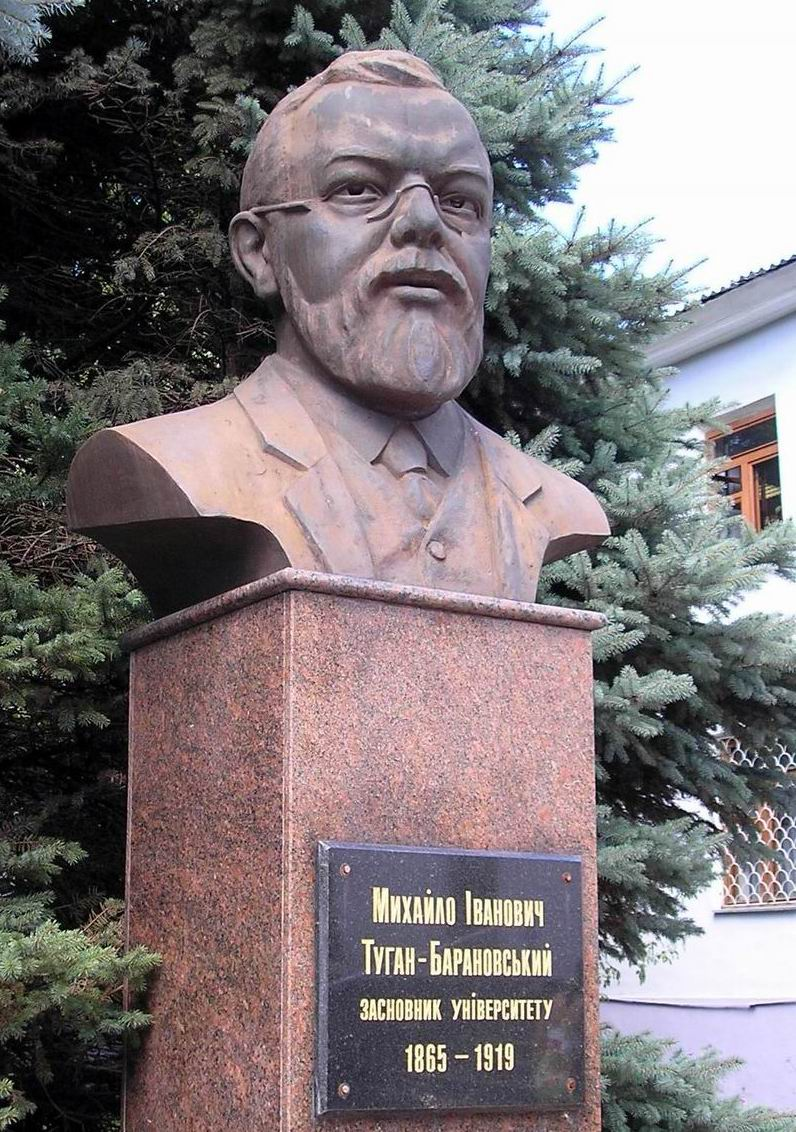
Tugan-Baranovsky fue uno de los pocos economistas que leyó el joven Kalecki.

En 1924 Kalecki estaba a punto de terminar sus estudios cuando su padre volvió nuevamente a quedarse sin trabajo. Ello le obligó a dejar la carrera nuevamente y esta vez de forma definitiva, pues necesitaba buscar un trabajo que fuese más importante que los que había estado realizando hasta la fecha. Su primer trabajo (que además era de índole económica) consistió en la recogida de datos sobre empresas que pedían créditos. En esa misma época intentó fundar un periódico sin éxito, y luego se vio obligado a escribir artículos económicos para dos periódicos, el Polska gospodarcza y el Przegląd Gospodarczy. Fue probablemente en estos artículos donde Kalecki fue obteniendo la enorme habilidad que luego le caracterizaría de manejar datos para luego incorporarlos en sus estudios.
Tras cinco años y muchos artículos, en 1929 pidió trabajo en el Instituto de Investigación de Ciclos Económicos y Precios (IICEP). La enorme experiencia que había adquirido con el manejo de las estadísticas hizo que le aceptaran para el puesto muy rápidamente. Esta época fue, en cierto modo, feliz para Kalecki. El 18 de junio de 1930 se casó con Ada Szternfeld, unión que resultó ser muy afortunada. En el IICEP conoció a Ludwik Landau, que poseía unos grandes conocimientos en estadística. Sin duda, la forma de trabajar de éste influyó en la forma en que Kalecki presentaría años más tarde la parte estadística de sus trabajos. No es de extrañar por lo tanto que sus primeros trabajos tuviesen ese carácter tan eminentemente práctico y esa disposición tan acertada a establecer relaciones entre las macromagnitudes. De hecho el primer artículo que iba anticipar gran parte de todas sus aportaciones posteriores se publicó por aquellas fechas, en 1932, en una revista (que desapareció ese mismo año) llamada Przegląd socjalistyczny, bajo el seudónimo de Henryk Braun. El artículo tocaba el tema de las consecuencias de las reducciones salariales durante una depresión económica. Era el primer paso hacia las grandes aportaciones que haría el año siguiente.

### La revolución de Kalecki y Keynes (1933-1939)

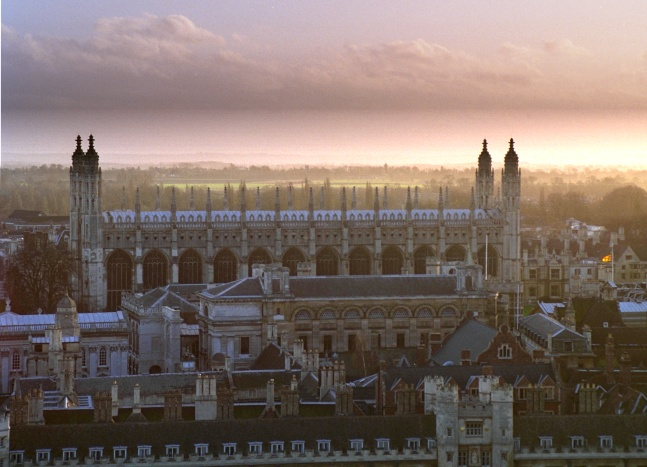
Vista aérea del King's College, en Cambridge.

Sin embargo, fue en 1933 cuando Kalecki escribió un ensayo en el que ya conseguía ensamblar muchos temas de vital importancia y que no dejaría el resto de su vida. Dicho ensayo era Proba teorii koniunktury (Ensayo sobre la teoría del ciclo económico), fue publicado por el IICEP y era donde por primera vez Kalecki conseguía elaborar de manera completa una teoría del ciclo económico. Su primera presentación dejó bastante indiferente al reducidísimo grupo de lectores polaco, quizás por la falta de contexto del contenido o por la presentación del propio contenido (aunque estaba expuesto de manera muy elegante, la preparación matemática y estadística de aquella gente era en muchos casos deficiente).
En octubre de ese mismo año presentó el ensayo a la Asociación Internacional de Econometría y en 1935 lo presentó en dos revistas importantes: en Revue d’Économie Politique y en Econometrica. Aunque los lectores de ambas revistas tampoco quedaron especialmente impresionados, el artículo de Kalecki recibió favorables comentarios por parte de economistas reconocidos como Ragnar Frisch y Jan Tinbergen.
Al año siguiente la concesión de una beca le permitió hacer un viaje con su mujer a Suecia, donde los seguidores de Knut Wicksell intentaban formalizar una teoría parecida a la suya. La coincidencia hizo que se enterase de la publicación de la Teoría General de Keynes por aquellas mismas fechas, hecho que motivó probablemente que decidiese viajar a Inglaterra. Allí estuvo primero en la London School of Economics y después en Cambridge. Mucha gente de allí comprendió inmediatamente que Kalecki tenía mucho que decir. De esta forma empezó la amistad con Richard Kahn, Joan Robinson y Piero Sraffa, dejando una huella indeleble en todos ellos.
En 1937 conoció a Keynes. El encuentro fue bastante más frío y distante de lo esperado. Aunque las conclusiones de sus trabajos económicos eran bastante parecidas, los caracteres no podían ser más diferentes. Kalecki tuvo la enorme grandeza de no decirle nunca a Keynes la prioridad de su publicación. Como recuerda Joan Robinson:

“Es indiscutible que Kalecki fue el primero en publicar esto. Nunca mencionó este hecho por su dignidad académica, la cual, sin embargo, es desafortunadamente bastante rara entre los estudiosos. Y, sin duda, excepto en lo que concierne a los escritores en lo individual, no tiene ningún interés saber quien publicó primero. Lo interesante es que dos pensadores, desde puntos de vista políticos e intelectuales completamente distintos, llegaron a la misma conclusión. Esto nos confortaba mucho a nosotros, los de Cambridge.”
Joan Robinson

Ya en 1939, Kalecki escribió una de sus obras más importantes, Essays in the Theory of Economic Fluctuations (Estudio sobre la teoría de los ciclos económicos). Aunque su visión cambió a lo largo de los años, todos los elementos esenciales de la economía kaleckiana estaban ya en esta obra: por decirlo de alguna manera, sus obras siguientes fueron contribuciones a temas ya expuestos.

### Los años de guerra (1940-1945)

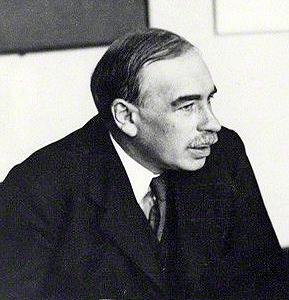
En su estancia en Inglaterra Kalecki conoció a Keynes, y pudo discutir con él algunas de las ideas que tenían en común.

En 1937 echaron a su gran amigo Ludwik Landau del IICEP por temas políticos, lo que hizo que Kalecki dimitiera en señal de protesta y prolongara su estancia en el extranjero. De no ser por este fortuito hecho, la guerra hubiera pillado a Kalecki en Polonia, cuya supervivencia no hubiera estado asegurada y más teniendo en cuenta sus orígenes judíos.
En cualquier caso, el Instituto de Estadística de Oxford (IEO) contrató a Kalecki en el año 1940. Su trabajo allí consistía básicamente en elaborar informes para el Gobierno relativos a la administración de la economía de guerra. Ello no le impidió dar alguna que otra conferencia en la Universidad de Oxford. Sin embargo, a pesar de los elaborados informes que preparaba Kalecki para el Gobierno (la mayoría de ellos tenían que ver sobre el funcionamiento del racionamiento de los bienes), los economistas que estaban trabajando para el propio Gobierno los dejaban a un lado muy frecuentemente. La gran cantidad de economistas refugiados que había en el IEO ayudaba también a que el Gobierno desconfiase de las opiniones de ellos. Todo esto produjo, en palabras de Feiwel: “Como resultado de este vacío existente en la esfera de la información de tipo histórico, la obra realizada por Kalecki durante el período de guerra es mucho menos conocida de lo que merece”.
Sin embargo, este período también vio la luz de algunas de las ideas más importantes de Kalecki: dos artículos escritos en 1943, que hablaban tanto de las nuevas ampliaciones que hizo a la teoría del ciclo suya tradicional como de la totalmente novedosa aportación de la teoría del ciclo económico de origen político. El otro artículo lo publicó en 1944 y hablaba sobre las características de las economías de pleno empleo. En realidad este último artículo era una recopilación de estudios realizados por Kalecki y compañeros suyos del IEO, que sin embargo reconocieron la influencia y el espíritu de aquel.
En 1945 Kalecki abandonó el IEO, molesto por no tenerle en la consideración que se le debía. Ya hemos visto que Kalecki era un hombre de un talante extremadamente humilde con su trabajo, y no buscaba en ninguna de sus empresas ningún tipo de honor o tributo. Pero lo que más molestaba a Kalecki era la concesión de honores de forma inmerecida o por otros temas no estrictamente profesionales, como el mero hecho de ser inmigrante. De hecho, una de las razones por las que dejara el cargo y que no le dieran un puesto más importante al acabar la guerra fue probablemente que él no había solicitado la ciudadanía británica.

### Los años de posguerra (1945-1968)
Al abandonar el IEO, Kalecki fue a París, donde permaneció poco tiempo para después trasladarse a Montreal, donde estuvo quince meses, hasta que en julio de 1946 aceptó la invitación del gobierno polaco de aceptar el cargo de la Oficina de Planificación Central y del Ministerio de Economía, puesto que abandonó algunos meses más tarde.
A finales de 1946 decidió irse a Nueva York, pues el puesto que se le ofreció en el Departamento de Economía de la Secretaría de las Naciones Unidas fue de su agrado. La época que permaneció aquí, hasta 1954, le permitió desarrollar su trabajo como consejero político, redactando varios informes económicos y documentos internos para dicho departamento. Al igual que hizo en 1945, Kalecki dimitió de su puesto como señal de protesta. Por un lado, se argumentó que fue por temas políticos (una inmerecida fama de planificador le precedía), aunque sin duda fue la caza de brujas de McCarthy la que influyó mucho en su estado de ánimo, pues afectó a muchos de sus amigos más cercanos. En 1955 regresó a Polonia y básicamente ya nunca más volvió a desarrollar un trabajo continuado en el exterior.

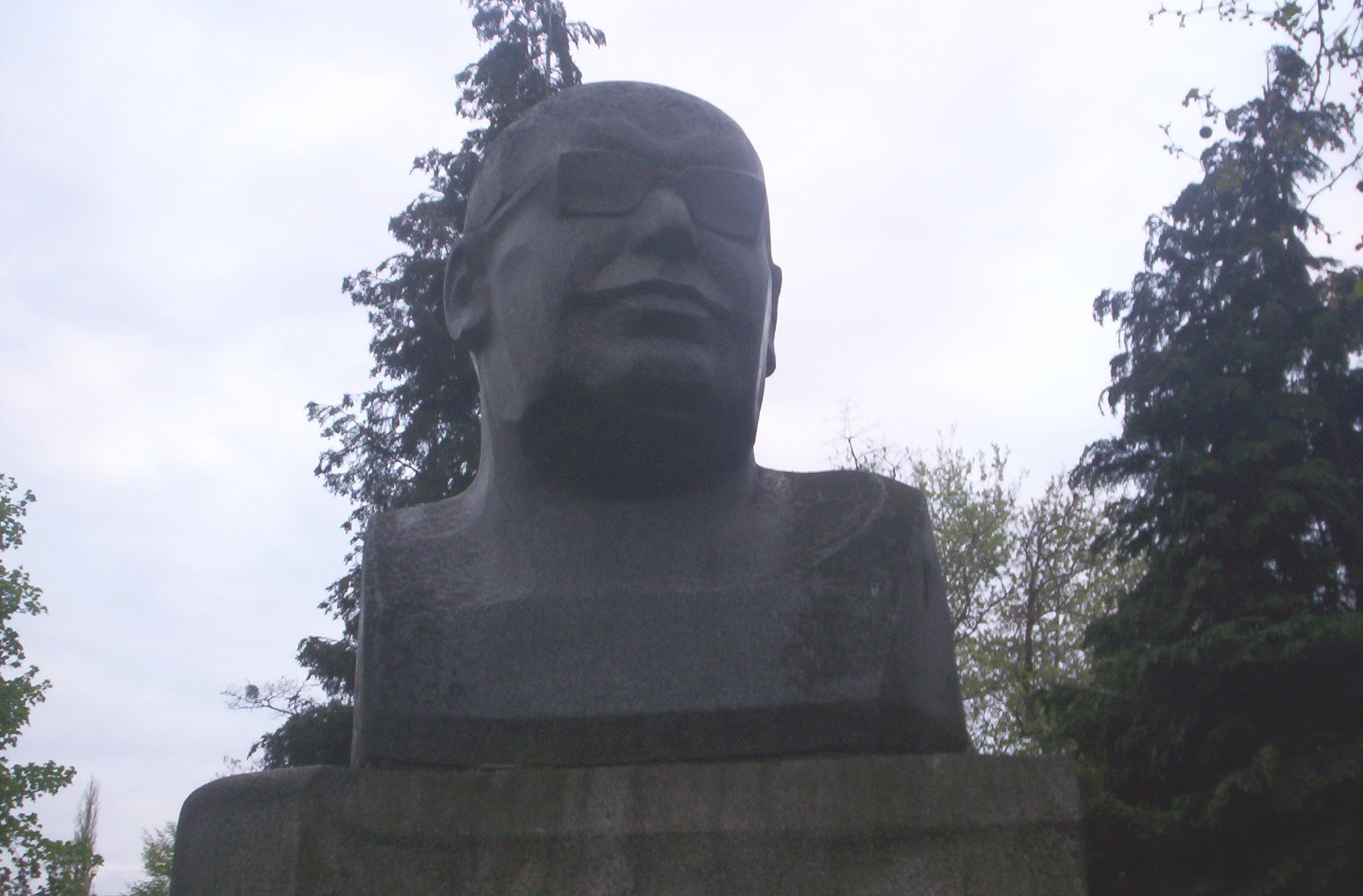
A su regreso a Polonia, Kalecki colaboró en varios seminarios con el otro gran economista polaco de su tiempo, Oskar Lange.

Cuando llegó a Polonia, Kalecki llegó bastante esperanzado con la posibilidad de hacer reformas que fuesen socialmente ventajosas. En 1957 fue nombrado presidente de la Comisión para el Plan Perspectivo. Nada más recibir el nombramiento, empezó a trabajar en dicho plan, que tenía un período de actuación que abarcaba de 1961 a 1975, y era básicamente una plasmación a nivel práctico de las teorías de Kalecki del crecimiento en economías socialistas. A pesar de la aptitud del plan final ideado por Kalecki, los miembros del consejo (que eran bastante exaltados y excesivamente optimistas) descartaron dicho proyecto por ser demasiado lúgubre y tener tintes de derrotismo.
Más tarde la cosa fue a peor, como relata G. Feiwel:

“Hacia 1959 los políticos habían abandonado totalmente la racionalidad y se habían vuelto a la planificación victoriosa. Se hizo caso omiso de las restricciones sobre la tasa de crecimiento bajo el hechizo del optimismo generado por el buen funcionamiento de 1956-57. Aunque Kalecki permaneció en la Comisión del Plan Perspectivo otro año más después de 1959, todos los interesados sabían que era una función pro forma. El final de 1958 marcó el comienzo de la erosión de su influencia.”
 G.Feiwel (1981), pág.349

A partir de entonces, Kalecki dedicó gran parte del resto de su vida a la enseñanza y a la investigación. En 1959 empezó a dirigir un brillante seminario sobre los problemas socioeconómicos del Tercer Mundo junto con dos economistas igualmente capacitados, Oskar Lange y Czesław Bobrowski. Para él dicho problema no era nuevo, pues ya había escrito destacados artículos que trataban a fondo estos temas, relacionados con la financiación del subdesarrollo.
Al verse desplazado de la gestión de la economía, se volcó en este período al estudio de las matemáticas. Para él era en cierto modo la continuación del interés que tenía cuando, siendo joven, generalizó el teorema de Pascal. Realizó investigaciones en temas como la teoría de los números y la probabilidad.

### El fin de un economista (1968-1970)

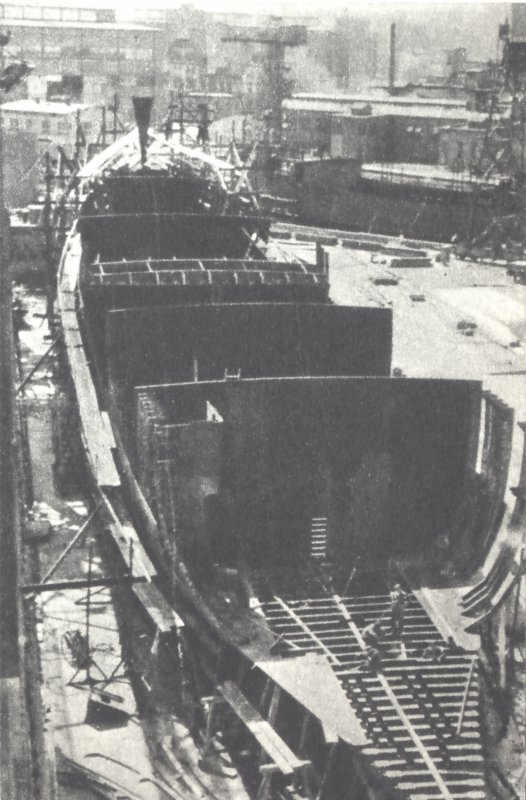
Astillero polaco. Kalecki dedicó el fin de su vida a asesorar al Gobierno polaco.

Keynes años atrás había dicho que el conocimiento de las leyes que regulaban la economía capitalista nos haría a todos más prósperos, felices y más responsables respecto a las decisiones económicas tomadas. El mundo en definitiva sería un lugar mejor donde vivir. Kalecki sin embargo siempre tendió a pensar más bien lo contrario, de hecho la idea del ciclo económico político (de que el Gobierno puede forzar para sus intereses situaciones que no sean pleno empleo) parece apuntar en esta dirección. Conforme fue pasando su vida, cada vez estuvo más convencido de esto último, mostrando cada vez más una visión pesimista de la humanidad.
Michał Kalecki murió el 4 de abril de 1970 a la edad de 70 años, y aunque estaba amargamente desilusionado con todos los acontecimientos políticos, pudo vivir lo suficiente para que en el ámbito académico viese reconocida su valía por las aportaciones originales que había dado a la economía, hecho que no ocurrió con exceso durante el resto de su vida. En su última visita a Cambridge durante la conferencia que dio fue enormemente ovacionado tanto por la lucidez de la exposición como por el recorrido de toda una vida. Probablemente sea George Feiwell, quien haya escrito un buen resumen sobre la vida de Kalecki:

“Con la muerte de Michał Kalecki el mundo perdió un individuo único, de muy elevados principios, poderosa energía y mente brillante, y la economía, un modelo y una inspiración. Su legado, no obstante, no se puede borrar. […] Exigía la perfección o, por lo menos, un compromiso sin mezcla a esa meta; no toleraba el pensamiento descuidado o las mentes superficiales y, de mayor significación, no comprometió sus principios. Contemplando sus años pasados, Kalecki una vez hizo esta triste, pero cierta, observación: la historia de su vida podía ser resumida como una serie de renuncias en protesta contra la tiranía, el prejuicio y la opresión.”
G.Feiwel (1981) pág.504.

## Contribuciones teóricas

### La ecuación de los beneficios
El volumen de literatura económica escrita por Kalecki a lo largo de su vida fue enorme. Por otra parte, aunque en la mayoría de los artículos volviese casi siempre sobre los mismos temas (ciclo económico, determinantes de la inversión o planificación socialista), siempre lo hacía desde una perspectiva ligeramente diferente y con aportaciones originales que siempre conducían a que su trabajo tuviese novedad y frescura.
Sin embargo, la literatura escrita sobre él ha intentado destilar ciertos aspectos de su obra, que ya pueden considerarse casi de referencia en estudios sobre su trabajo teórico.
El primer aspecto teórico sobresaliente es sin duda la ya conocida ecuación de beneficios de Kalecki. Kalecki, cuyas primeras influencias vinieron siempre de economistas marxistas, vio bien claro que el volumen y reparto de las ganancias en una sociedad capitalista era puntos vitales a tratar. Aunque en este sentido Marx dio un gran paso adelante a la hora de ver ciertas relaciones tales como la tasa de plusvalía o la composición orgánica del capital (e incluso un pronóstico futuro sobre la tendencia general de los beneficios) nunca pudo derivar ninguna relación que especificase el volumen total de los beneficios en un período dado.
La derivación de tal relación la hace Kalecki de modo sumamente conciso, elegante e intuitivo. Empieza haciendo simplificaciones que más tarde abandona. Las suposiciones en cuestión son:
- dividir toda la economía en dos clases: capitalistas y trabajadores, los cuales los primeros obtienen únicamente como ingreso beneficios y los segundos únicamente salarios.
- los trabajadores no ahorran.
- la economía es cerrada (no hay comercio internacional) y tampoco hay sector gubernamental.

Con estos supuestos Kalecki deriva la siguiente identidad contable:
{\displaystyle \textstyle P+W=C_{W}+C_{P}+I}
Donde {\displaystyle P} es el volumen de beneficios brutos, {\displaystyle W} es el volumen de salarios totales, {\displaystyle C_{P}} es el consumo de los capitalistas, {\displaystyle C_{W}} es el consumo de los trabajadores e {\displaystyle I} es la inversión bruta que se ha realizado en la economía. Como hemos supuesto que los trabajadores no ahorran, es decir {\displaystyle W=C_{W}\,\ }, en la anterior ecuación podemos simplificar esos dos términos y llegar a:
{\displaystyle \textstyle P=C_{P}+I}
Esta es la famosa ecuación de beneficios, que dice que los beneficios son iguales a la suma del consumo de los capitalistas más la inversión.
Llegado a este punto, Kalecki pasa a determinar el vínculo causal entre los dos lados de la ecuación: ¿determina el consumo de los capitalistas y la inversión los beneficios o por el contrario los beneficios determinan el consumo capitalista y la inversión? En respuesta a esto, Kalecki dice:

“La respuesta a esta pregunta depende de cuál de estos dos factores está directamente sujeto a las decisiones de los capitalistas. Ahora bien, está claro que los capitalistas pueden decidir invertir y consumir más en un período dado de tiempo que en el anterior, pero no pueden decidir el ganar más. Por lo tanto, sus decisiones sobre inversión y consumo de determinan las ganancias, y no a la inversa”.
Michal Kalecki (1956)

Para alguien que no haya visto antes la anterior relación, puede que tras un riguroso examen le parezca algo paradójica. Si los capitalistas consumen más, obviamente los beneficios tendrían que ser menores. Empero, este razonamiento que es obvio para el empresario individual no es cierto para la clase empresarial en su conjunto, pues el consumo de un capitalista pasa a formar parte de los beneficios de otro. En cierto modo, “los capitalistas son dueños de su propio destino”.

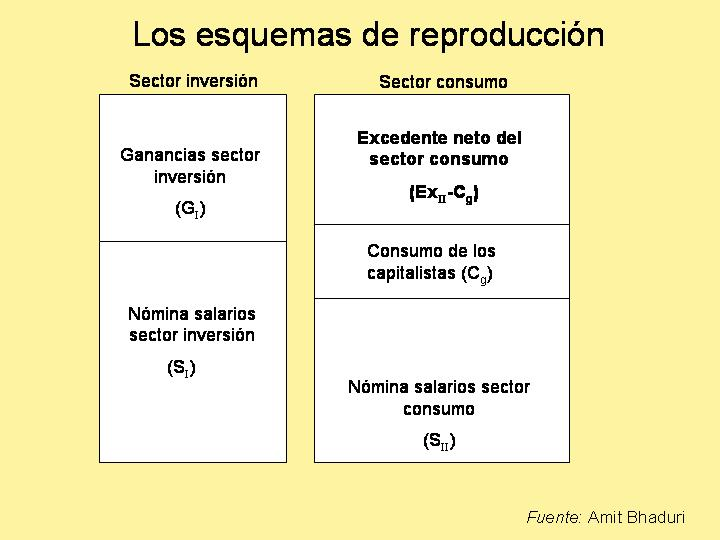
La ecuación de beneficios de Kalecki es también fácilmente derivable a través de los esquemas de reproducción de dos departamentos de Marx, como nos muestra Bhaduri(1990).

Por otro lado hay que advertir que si en la ecuación anterior pasamos el consumo de los capitalistas a la izquierda, la ecuación resultante nos queda:
{\displaystyle \textstyle S=I}
Pues los beneficios menos el consumo de los capitalistas son el ahorro total de la economía, pues los trabajadores no ahorran. La relación causal de antes se sigue aplicando, y va desde la inversión al ahorro. Es decir, los ahorros totales se determinan una vez que la inversión ha sido determinada. En cierto modo, la inversión genera los suficientes recursos para llevarse a cabo. “La inversión se financia a sí misma”, con lo que la igualdad entre el ahorro y la inversión no se produce por ningún mecanismo de tipo de interés como pensaban los economistas anteriores.
Por último, se le pueden eliminar supuestos a la ecuación original: la economía puede ser abierta, puede existir un sector gubernamental y podemos dejar ahorrar algo a los trabajadores. La ecuación resultante es:
{\displaystyle \textstyle PN=C_{P}+I+Dg+Ee-S_{w}}
En este modelo los beneficios totales (deducidos esta vez los impuestos) son pues la suma del consumo de los capitalistas, la inversión, el déficit público el excedente neto exterior (exportaciones menos importaciones) menos el ahorro de los trabajadores.
Antes de intentar explicar la distribución de la renta, Kalecki introduce ciertos supuestos de comportamiento en la ecuación de los beneficios simplificada. Para él la inversión es determinada por una conjunción de múltiples factores difíciles de explicar, con lo cual la considera dada, exógena. Respecto al consumo de los capitalistas, considera que de manera simplificada sigue la siguiente función:
{\displaystyle \textstyle C_{P}=A+q\cdot P}
es decir, dependen de una parte fija (autónoma), el término {\displaystyle A}, y de una parte proporcional a sus beneficios, el término {\displaystyle q}, que es denominado la propensión marginal al consumo de los capitalistas. Si esta función de consumo se sustituye en la ecuación de los beneficios, nos queda:
{\displaystyle \textstyle P=A+q\cdot P+I}
y si finalmente despejamos en función de {\displaystyle P}, esto nos conduce a:
{\displaystyle \textstyle P={\frac {A+I}{1-q}}}
La ventaja de esta manipulación es que nos ha permitido reducir los determinantes de las ganancias de dos (consumo capitalista e inversión) a uno solo (la inversión).

### La distribución de la renta y la constancia de la participación de los salarios
La distribución de la renta es el otro pilar de Kalecki para construir una teoría del ciclo económico. Para ello, Kalecki supone que las industrias compiten en mercados de competencia imperfecta, más concretamente en mercados oligopolísticos donde las empresas fijan un mark-up (un margen) sobre sus costes medios variables (materias primas más salarios de los empleados en planta que se suponen son variables) para poder cubrir sus gastos generales  (los sueldos a los altos directivos y de administración) y obtener una cierta cantidad de beneficios. Que el mark-up que fijan las empresas sea más alto o más bajo depende del grado de monopolio, o la facilidad que tienen las empresas de subir el precio sin ver reducida su cantidad demandada.
Lo anterior puede ser resumido en la siguiente ecuación:
{\displaystyle \textstyle P+B=k\cdot (W+M)}
donde {\displaystyle P\,\ } y {\displaystyle W\,\ }  son respectivamente de nuevo beneficios y salarios, {\displaystyle k\,\ } es el mark-up promedio de toda la economía, {\displaystyle M\,\ } es el coste de las materias primas y {\displaystyle B\,\ } es la cantidad total de sueldos (que hay que diferenciarlos de los salarios, pues estos últimos son variables y aquellos son considerados fijos).
La fórmula anterior nos permite derivar la participación de los salarios en la renta nacional. Si sumamos a ambos miembros {\displaystyle W\,\ }, nos queda:
{\displaystyle \textstyle Y=k\cdot (W+M)+W}
Si multiplicamos cada lado por {\displaystyle W\,\ }, y pasamos al otro término, nos queda:
{\displaystyle \alpha ={\frac {W}{W+k\cdot (W+M)}}}
o lo que es lo mismo:
{\displaystyle \alpha ={\frac {1}{1+k\cdot (1+j)}}}
donde {\displaystyle \alpha } la participación de los salarios en la renta nacional y {\displaystyle j} es la relación entre el coste de las materias primas y los salarios. De aquí se deduce que la participación de los salarios en la renta nacional depende negativamente del mark-up y de la relación coste de las materias primas a salarios.
En este punto Kalecki está interesado en averiguar qué es lo que le ocurrirá a la participación salarial durante el ciclo económico. Durante las depresiones, las empresas se ayudan entre sí para hacer frente al descenso de la caída de los beneficios, con lo que el grado de monopolio aumenta y ello hace aumentar el mark-up. El parámetro {\displaystyle k} aumenta. Sin embargo, la falta de demanda que hay durante las recesiones provoca una caída en el precio de las materias primas, con lo que el parámetro {\displaystyle j} disminuye. El argumento es simétrico durante el auge: los precios de las materias primas se elevan (el parámetro {\displaystyle j} aumenta) mientras que la fuerza de los sindicatos debido a la mayor ocupación del trabajo hace que el grado de monopolio baje y con ello el nivel de mark-up. Podemos concluir por lo tanto que el parámetro α es relativamente constante a lo largo del ciclo económico.

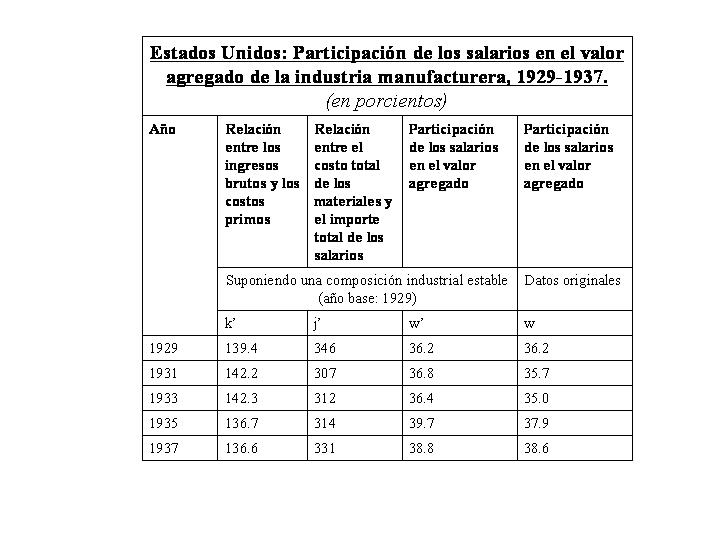
Kalecki aplicó su teoría de la distribución de la renta al caso de Estados Unidos, mostrando la constancia de la participación de los salarios.

Ya por último, nos queda una ecuación que determine el producto total de una economía. Podemos afirmar que:
{\displaystyle 1-\alpha ={\frac {P+B}{Y}}}
que equivale simplemente a decir que la participación de los beneficios y los sueldos son el complementario de la participación de los salarios. Despejando para {\displaystyle Y} nos queda:
{\displaystyle Y={\frac {P+B}{1-\alpha }}}
Ahora ya tenemos los tres componentes necesarios para la determinación del producto total: una ecuación de beneficios, una teoría de la distribución del ingreso y una ecuación que relaciona el producto con los beneficios y la distribución del ingreso. Ahora solo nos queda sustituir la ecuación de {\displaystyle P} que antes obtuvimos:
{\displaystyle Y={\frac {{\frac {I+A}{1-q}}+B}{1-\alpha }}}
La ecuación anterior muestra finalmente la determinación del ingreso en un sistema cerrado y sin gobierno. Muestra que el producto se determina plenamente por la inversión. ¿Cómo cambiará entonces el producto de un período a otro? Como hemos supuesto que tanto como {\displaystyle A} y {\displaystyle B} son constantes, la fórmula anterior se reduce a:
{\displaystyle \Delta Y={\frac {\Delta I}{(1-q)\cdot (1-\alpha )}}}
Es decir, el problema de los cambios en el producto y por lo tanto del ciclo económico se debe a cambios en la inversión, con lo que es en la inversión donde debemos encontrar las razones de las fluctuaciones de una economía capitalista.

### Los determinantes de la inversión
Todo lo anterior nos permite ver el papel decisivo de la inversión en un sistema capitalista. Si se puede encontrar una función inversión que estuviese bien especificada de algún modo ciertamente se lograrían resolver muchos problemas de la economía capitalista. Este tema fue tratado durante mucho tiempo por Kalecki, ya desde sus inicios, y nunca quedó completamente satisfecho de su solución. Ello se debe a que los factores que determinan las decisiones de inversión son múltiples y no siempre claros.
Un examen minucioso de este tema sería intolerablemente largo, con lo que lo mejor será presentar la ecuación del modelo de Kalecki propuesta en uno de sus libros.
La función de inversión que Kalecki da para el estudio de los ciclos económicos es la siguiente:
{\displaystyle D=a\cdot S+b\cdot {\frac {\Delta P}{\Delta t}}-c\cdot {\frac {\Delta K}{\Delta t}}+d}
donde {\displaystyle D} es la cantidad de decisiones de invertir en capital fijo, {\displaystyle a}, {\displaystyle b} y {\displaystyle c} son parámetros que especifican la relación lineal, {\displaystyle d} es una constante sujeta a cambios a largo plazo, {\displaystyle P} son ganancias, {\displaystyle S} es el ahorro bruto generado por la empresa y {\displaystyle K} es el acervo de capital fijo.
La anterior ecuación muestra que las decisiones de invertir dependen positivamente de la autofinanciación que genera la empresa, de la tasa de variación de los beneficios y de una constante sujeta a cambios a largo plazo, y negativamente del incremento del capital fijo.
Se verá que la anterior ecuación es capaz de generar ciclos por sí misma. Durante el auge, las empresas son capaces de generar más autofinanciación y disfrutan de aumentos en sus beneficios. Sin embargo, el aumento de los pedidos de inversión hace que el capital fijo existente vaya aumentando, hasta que no resulte redituable hacer nuevos pedidos de inversión. En definitiva, las variaciones en el nivel de inversión generan por sí solas los ciclos económicos. Como habría de decir luego Kalecki:

“La tragedia de la inversión es que provoca crisis porque es útil. Sin duda mucha gente considerará que esto es paradójico. Pero no es la teoría la que es paradójica, sino su realidad –la economía capitalista.”
Michal Kalecki

### Otros temas:la planificación socialista y el ciclo económico político
Además de éstos, Kalecki desarrolló también otros temas. Quizás dos de los más sobresalientes de ellos sean toda su teoría de la planificación socialista y su teoría del ciclo económico político. Respecto a la primera de ellas, la mayoría de sus pensamientos están en una de sus últimas recopilaciones de ensayos, y trata temas como el comercio exterior en una economía socialista, el crecimiento económico o la proporción óptima entre las industrias de bienes de equipo y bienes de consumo.
Respecto al tema del ciclo económico político, es el fundador de una larga serie de estudios que se han hecho al respecto. Dicha teoría dice básicamente que el Gobierno puede aumentar o reducir el desempleo de forma voluntaria para defender sus intereses. Generalmente intentará reducirlo en épocas en que las elecciones estén próximas y aumentarlo cuando se hayan celebrado las elecciones, para poder “disciplinar” a los trabajadores dejando que su salario real baje y dejar que los capitalistas obtengan una participación más alta en el producto total, que al final son los que más peso tienen en las decisiones estatales. Una aplicación del planteamiento de Kalecki a la crisis económica de 2008 en España y Europa es todavía viable.

## Publicaciones

### En polaco
- Próba teorii koniunktury (1933)
- Szacunek dochodu społecznego w roku 1929 (1934, z Ludwikiem Landauem)
- Dochód społeczny w roku 1933 i podstawy badań periodycznych nad zmianami dochodu (1935, z Landauem)
- Teoría cyklu koniunkturalnego (1935)
- Płace nominalne i realne (1939)
- Teoría dynamiki gospodarczej (1958)
- Zagadnienia finansowania rozwoju ekonomicznego (1959, w: Problemy wzrostu ekonomicznych krajów słabo rozwiniętych pod redakcją Ignacego Sachsa i Jerzego Zdanowicza)
- Uogólnienie wzoru efektywności inwestycji (1959, z Mieczysławem Rakowskim)
- Polityczne aspekty pełnego zatrudnienia (1961)
- O podstawowych zasadach planowania wieloletniego (1963)
- Zarys teorii wzrostu gospodarki socjalistycznej (1963)
- Model ekonomiczny a materialistyczne pojmowanie dziejów (1964)
- Dzieła (1979-1980, 2 tomy)

### En inglés
- "Mr Keynes's Predictions", 1932, Przegląd Socjalistyczny.
- An Essay on the Theory of the Business Cycle (Próba teorii koniunktury), 1933.
- "On foreign trade and domestic exports", 1933, Ekonomista.
- "Essai d'une theorie du mouvement cyclique des affaires", 1935, Revue d'economie politique.
- "A Macrodynamic Theory of Business Cycles", 1935, Econometrica.
- "The Mechanism of Business Upswing" (El mecanismo del auge económico), 1935, Polska Gospodarcza.
- "Business upswing and the balance of payments" (El auge económico y la balanza de pagos), 1935, Polska Gospodarcza.
- "Some Remarks on Keynes's Theory", 1936, Ekonomista.
- "A Theory of the Business Cycle", 1937, Review of Economic Studies.
- "A Theory of Commodity, Income and Capital Taxation", 1937, Economic Journal.
- "The Principle of Increasing Risk", 1937, Económica.
- "The Determinants of Distribution of the National Income", 1938, Econometrica.
- Essays in the Theory of Economic Fluctuations, 1939.
- "A Theory of Profits", 1942, Economic Journal.
- Studies in Economic Dynamics, 1943.
- "Political Aspects of Full Employment", 1943, Political Quarterly.
- Economic Implications of the Beveridge Plan (1943)
- "Professor Pigou on the Classical Stationary State", 1944, Economic Journal.
- "Three Ways to Full Employment", 1944 in Economics of Full Employment.
- "A Note on Long Run Unemployment", 1950, Review of Economic Studies.
- Theory of Economic Dynamics: An essay on cyclical and long- run changes in capitalist economy, 1954.
- "Observations on the Theory of Growth", 1962, Economic Journal.
- Studies in the Theory of Business Cycles, 1933-1939, 1966.
- "The Problem of Effective Demand with Tugan-Baranovski and Rosa Luxemburg", 1967, Ekonomista.
- "The Marxian Equations of Reproduction and Modern Economics", 1968, Social Science Information.
- "Trend and the Business Cycle", 1968, Economic Journal.
- "Class Struggle and the Distribution of National Income" (Lucha de clases y distribución del ingreso), 1971, Kyklos.
- Selected Essays on the Dynamics of the Capitalist Economy, 1933-1970, 1971.
- Selected Essays on the Economic Growth of the Socialist and the Mixed Economy, 1972.
- The Last Phase in the Transformation of Capitalism, 1972.
- Essays on Developing Economies, 1976.
- Collected Works of Michał Kalecki (en 7 tomos), Oxford University Press, 1990-1997.

### En castellano
- Teoría de la dinámica económica: ensayo sobre los movimientos cíclicos y a largo plazo de la economía capitalista, Fondo de Cultura Económica, 1956
- El Desarrollo de la Economía Socialista, Fondo de Cultura Económica, 1968
- Estudios sobre la Teoría de los Ciclos Económicos, Ariel, 1970
- Economía socialista y mixta: selección de ensayos sobre crecimiento económico, Fondo de Cultura Económica, 1976
- Ensayos escogidos sobre dinámica de la economía capitalista 1933-1970, Fondo de Cultura Económica, 1977
- Ensayos sobre las economías en vías de desarrollo, Crítica, 1980